# Tarpeia

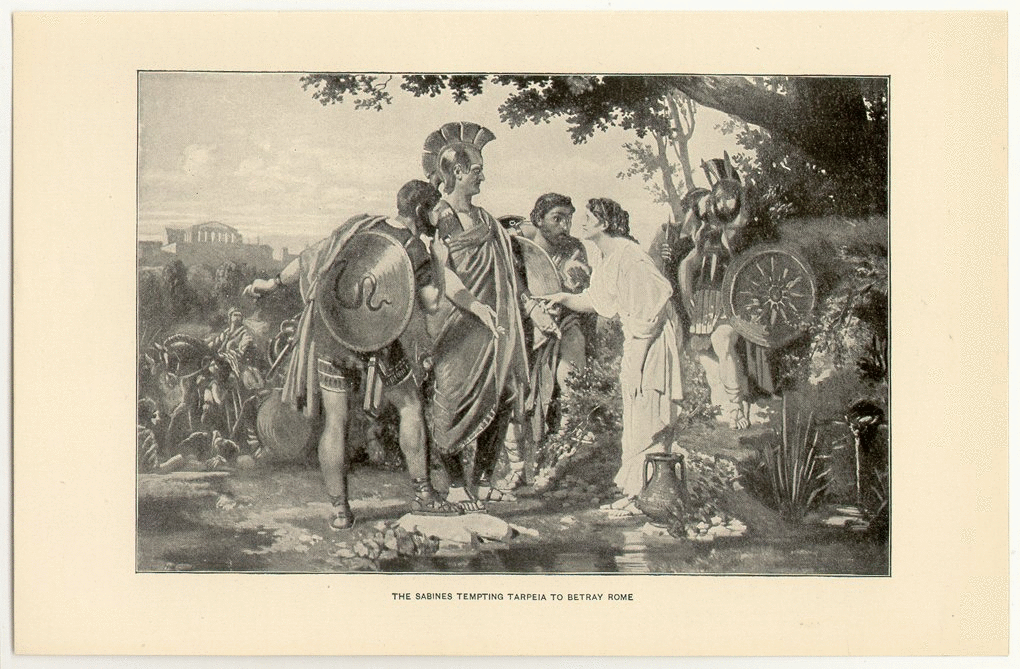
Tarpeia.

Tarpeia foi uma romana que traiu a cidadela aos sabinos e recebeu a morte como prêmio pela traição. Os eventos ocorreram entre o Rapto das Sabinas e a paz entre os romanos e os sabinos.
Após os romanos haverem derrotado, primeiro, os cenirenses, e depois, uma aliança de Fidenas, Crustumério e Antemnas, os sabinos escolheram como seu comandante Tito Tácio, e marcharam contra Roma.
A cidade era de acesso difícil, e eles precisavam conquistar uma fortaleza no local onde, na época de Plutarco, estava o Capitólio, e que tinha uma guarda, com Spurius Tarpeius (Tarpeio) como seu capitão.
Tarpeia, filha de Terpeio, vendo que os sabinos levavam braçadeiras de ouro no braço esquerdo, propôs a Tácio trair a cidadela, caso recebesse dos sabinos o que eles levavam neste braço.

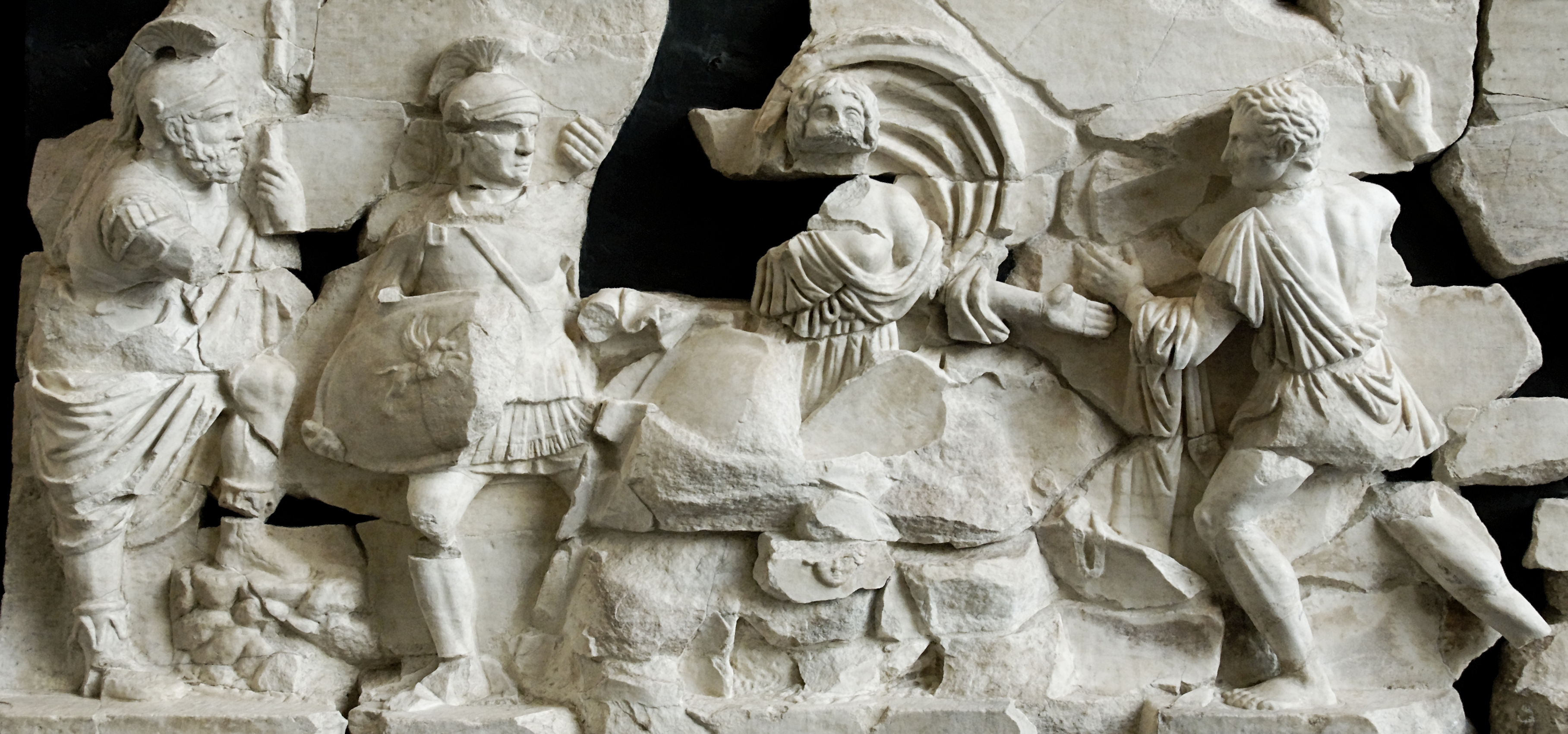
Soldados atacando Tarpeia, friso da Basílica Emília (século I d.C.)

Tácio aceitou a proposta, e entrou à noite, quando ela abriu os portões. Tácio, fiel à sua promessa, mas mostrando seu desprezo pela traição  cumpriu literalmente sua promessa, jogando sobre Tarpeia não só o bracelete como o escudo; os demais sabinos fizeram o mesmo, e mataram Tarpeia sob o impacto dos braceletes de ouro e enterrada pelos escudos.
Posteriormente, Tarpeio foi processado por traição, por Rômulo.
Plutarco menciona uma versão alternativa, pela qual Tarpeia seria filha de Tácio, e que vivia à força com Rômulo, tendo traído os romanos por ordem do pai. Em outra versão, Tarpeia teria traído o Capitólio aos gauleses.
O monte onde Tarpeia foi sepultada foi chamado com o seu nome, até que o rei Tarquínio, o Soberbo dedicou o lugar a Júpiter; a única lembrança do nome de Tarpeia na época de Plutarco era a Rocha Tarpeia, a partir da qual eram jogados os malfeitores.